# Conure de Todd
Pyrrhura picta caeruleiceps
Sous-espèce
Statut CITES
La Conure de Todd (Pyrrhura picta caeruleiceps) est une sous-espèce très rare de perruches sud-américaines. C'est une sous-espèce de la Conure versicolore (Pyrrhura picta).

## Taxonomie
La classification de cette espèce est complexe. Selon les auteurs elle est considérée comme une espèce à part entière ou une sous-espèce de la Conure versicolore (Pyrrhura picta) du nom de Pyrrhura picta caeruleiceps.

## Description
Cet oiseau mesure 22 cm de longueur. Le dos, les ailes et le ventre sont verts. Les rémiges tertiaires sont bleu turquoise. Une large tache rouge marque le ventre. La queue est rouge brique. Comme chez la plupart des conures du genre Pyrrhura, la poitrine présente un motif écaillé, blanc et noir (ou brun noir). Les oreillons sont blancs, la gorge et la face rouges. Une petite tache rouge marque chaque épaule. La calotte est brune, la nuque et le front bleu turquoise. Le bec et les pattes sont grisâtres, les iris blanchâtres.

## Comportement
Cet oiseau est peu connu du fait de sa rareté, de sa discrétion et de sa difficulté d'approche. Du fait de son aire de répartition et de son habitat, il est très probable qu'il soit sédentaire. Il est possible qu'il se déplace en groupe d'une quinzaine d'individus comme les autres espèces de conures avec lesquelles il partage son habitat. Son régime est probablement le même que celle de la Conure versicolore: fruits, fleurs, pousses, graines, et algues (récupérées au bord des mares). La ponte est de 5 à 7 œufs (26.5 x 19,0 mm).

## Habitat et répartition
Cette espèce vit principalement en forêt de moyenne montagne et en forêt de brouillards entre 450 et 2 000 m d'altitude. Son aire de répartition est restreinte uniquement à la Cordillère de Perijá à la frontière entre la Colombie et le Venezuela.

## Statut
Cette espèce est extrêmement menacée. En effet elle n'a été observée de nouveau qu'en 2004, alors qu'elle n'avait plus été revue depuis 1965 (soit 39 ans d'absence). Actuellement on pense qu'il y aurait entre 30 et 50 Conures de Todd qui survivent dans la nature. Les causes de la raréfaction dramatique de cette espèce sont diverses : destruction et fragmentation des zones boisées où vivent ces oiseaux, ainsi que capture illégale pour en faire des animaux de compagnie.